# Гражданская война в Анголе
Гражданская война в Анголе (1975—2002) — крупный вооружённый конфликт на территории Анголы между тремя соперничающими группировками: МПЛА, ФНЛА и УНИТА. Война началась в 1975 году после завершения войны за независимость Анголы и продолжалась до 2002 года.

## Ранний период войны

### Начало войны: 1975—1976
Летом-осенью 1975 года вооружённые силы МПЛА — ФАПЛА в преддверии провозглашения независимости выбили из Луанды своих противников — ФНЛА, УНИТА, сторонников Чипенды — и установили контроль над столицей. Стал очевиден срыв Алворского соглашения о коалиционном правительстве. Три ангольских движения — МПЛА, ФНЛА, УНИТА — обратились за помощью к своим внешним союзникам.
25 сентября 1975 года с севера на территорию Анголы вступили войска Заира. Президент Мобуту Сесе Секо оказывал военную помощь ФНЛА и своему родственнику Холдену Роберто. Вооружённые формирования ФНЛА — Армия национального освобождения Анголы (ЭЛНА) — при заирской поддержке развернула наступление на Луанду.
Поскольку марксистская МПЛА сотрудничала со СВАПО, 14 октября армия ЮАР вторглась на территорию Анголы с юга, оказывая поддержку УНИТА — дабы оградить свой оккупационный режим в Намибии.
В то же время с территории Намибии ангольскую границу пересекли немногочисленные, но активные отряды Португальской армии освобождения (ЭЛП), выступавшие на стороне сил, враждебных МПЛА. В составе ФНЛА воевали также боевики-коммандос Демократического движения за освобождение Португалии (МДЛП) под командованием Жилберту Сантуш и Каштру. Целью их продвижения была Луанда.

### Иностранная интервенция
В этой ситуации председатель МПЛА Агостиньо Нето обратился за помощью к СССР и Кубе. Кубинский лидер Фидель Кастро отреагировал сразу же, направив в Анголу на помощь МПЛА добровольческие кубинские отряды. Прибытие в Анголу кубинских военных специалистов дало возможность МПЛА в кратчайшие сроки сформировать 16 пехотных батальонов и 25 зенитных и миномётных батарей вооружённых сил Народной Республики Ангола (НРА). СССР до конца 1975 года направил на помощь МПЛА около 200 военных специалистов, к ангольским берегам также прибыли боевые корабли ВМФ СССР. СССР и его союзники поставили МПЛА много различного вооружения. Решение о поставках вооружения МПЛА было принято Политбюро ЦК КПСС ещё летом того же года, задолго до вторжения сил ЮАР в Анголу. Советское руководство прибегло к отправке военных главным образом из стран-сателлитов и избегало прямого ввода советских войск (хотя такие предложения неоднократно поступали в ЦК от советского генералитета и номенклатуры, начиная с Шелепина), поскольку это могло сказаться на советско-португальских отношениях (по нормам ООН, в соответствии с ранее достигнутыми международными договорённостями, Ангола на тот момент ещё являлась португальской территорией). По данным западных разведывательных структур, помимо 1700 кубинских и 200 советских военных, в подкрепление МПЛА осенью 1975 года прибыли 500 бойцов ФРЕЛИМО из Мозамбика, неустановленное количество членов ПАИГК из Гвинеи-Бисау, а также боевики различных группировок из Алжира, ДРВ и Бразилии и военные советники из ННА ГДР. Перевалочным пунктом для ввоза советских, восточногерманских и чехословацких вооружений в Анголу служил порт Пуэнт-Нуара (Конго-Браззавиль), а на местном военном аэродроме базировалась эскадрилья МиГов на боевом дежурстве в постоянной боевой готовности для ведения воздушных боёв против ВВС ЮАР, с советскими и кубинскими экипажами (взамен кубинских пилотов, массово отправленных в Африку, СССР прислал на Кубу советских зенитчиков и лётчиков, которые занялись воздушными дежурствами над островом и прилегающим Карибским бассейном, позволяя режиму Кастро проводить более агрессивную политику без опаски американского ответа). Уже 4 ноября разведке УНИТА удалось перехватить шифровку из штаба ФАПЛА, в которой говорилось о больших потерях среди прибывших кубинцев и бегстве правительственных войск из Бенгелы и Лобиту в соседнюю Кванзу-Сул под ударами южноафриканцев и УНИТА.
Кубинская и советская поддержка обеспечили МПЛА значительный военный перевес над формированиями ФНЛА. Войска Холдена Роберто были укомплектованы плохо обученными солдатами-баконго и оснащены в основном устаревшим китайским оружием. Наиболее боеспособным подразделением ФНЛА являлся отряд наёмников, завербованных в Западной Европе под командованием Костаса Георгиу, но он был немногочисленным и не имел тяжёлого вооружения.
В ночь с 10 на 11 ноября войска ФНЛА и Заира потерпели решающее поражение в битве при Кифангондо. Командир ЭЛНА Тонта Афонсу Каштру возложил полную ответственность на главнокомандующего Роберто с его некомпетентными авантюрными приказами.
11 ноября 1975 года Агостиньо Нето в Луанде провозгласил независимость Народной Республики Ангола (НРА) под властью МПЛА. Силовые ведомства возглавили руководящие функционеры МПЛА: правительственную армию ФАПЛА — Энрике Каррейра, полицейский корпус — Сантана Петрофф, службу госбезопасности DISA — Луди Кисасунда и Энрике Онамбве.
В тот же день УНИТА во главе с Жонасом Савимби учредила своё государственное образование, получившее название Социальная Демократическая Республика Ангола (СДРА) со столицей в городе Уамбо. ФНЛА Холдена Роберто провозгласил Демократическую Республику Ангола (ДРА) со столицей в Амбрише.
12 ноября колонна южноафриканских войск «Зулу» перешла в наступление. За 20 дней южноафриканские войска продвинулись на более чем 700 км вглубь ангольской территории.
Однако уже 17 ноября войскам МПЛА, при поддержке кубинцев, удалось остановить южноафриканскую бронетанковую колонну у моста через реку Кеве, севернее города Гангула. Спустя несколько дней войска МПЛА начали наступление в районе Порту-Амбаин. К 5 декабря объединённые силы ФАПЛА и кубинских добровольцев отбросили противников к северу и югу от столицы на 100 км.
23 ноября 1975 года в Уамбо объявлено об объединении ДРА и СДРА в Народно-Демократическую Республику Ангола (НДРА) и создании коалиционного правительства ФНЛА — УНИТА. Холден Роберто и Жонас Савимби являлись сопрезидентами НДРА, премьер-министрами — Джонни Эдуардо Пиннок (ФНЛА) и Жозе Нделе (УНИТА). Однако эта структура, получившая название Объединённый национальный совет революции, фактически просуществовала лишь до 30 января 1976 года и формально — до 11 февраля 1976 года.
6 января 1976 года Кармона — политический центр ФНЛА на севере Анголы — перешла в руки МПЛА.
11 января был сдан Амбриш — главная военная база.
В начале февраля 1976 года боевые действия на северном фронте шли уже в пограничной с Заиром зоне. 8 февраля бойцы МПЛА при кубинской поддержке заняли важный стратегический город Санту-Антониу-ду-Заири. 13 февраля войска МПЛА и кубинцы, сломив сопротивление гарнизона ФНЛА под командованием американского наёмника Густаво Грильо, вступили в Сан-Сальвадор-ду-Конго — родной город Холдена Роберто.
С захватом 18 февраля города Педру-да-Фейтису силы МПЛА установили контроль над северной границей страны.
ФНЛА как военная сила практически перестал существовать. Остатки его войск беспорядочно отступили на территорию Заира. Летом в состоялся процесс над наёмниками в Луанде, по результатам которого четверо наёмников ФНЛА — Костас Георгиу, Эндрю Маккензи, Дэниэл Герхарт, Дерек Баркер — были расстреляны, ещё девять человек осуждены на длительные сроки. Этот суд нанёс сильный удар по престижу ФНЛА, уже разгромленного в военно-политическом отношении.
МПЛА получило возможность перебросить свои силы на юг. Безопасность тыла обеспечивала полиция, подчинённая командованию ФАПЛА. Сильные бои развернулись в районах Вила-Лузу и Тейшейра-ди-Соуза. 8 февраля 1976 года правительственные и кубинские войска вступили в город Уамбо (Нова-Лижбоа). Формирования УНИТА — Вооружённые силы освобождения Анголы (ФАЛА) — во главе с Савимби начали Longa Marcha — Длинный марш — переход по труднодоступным районам, продолжавшийся до конца августа. Развивая успех, отряды МПЛА и кубинцы в течение последующих дней взяли портовые города Бенгела, Лобиту и Са-да-Бандейра. Савимби объявил о переходе УНИТА к партизанской борьбе.
К концу марта 1976 года вооружённым силам НРА при прямой поддержке 15-тысячного контингента кубинских добровольцев и помощи советских военных специалистов удалось вытеснить с территории Анголы войска ЮАР и Заира. Войну продолжило движение УНИТА в главе с Жонасом Савимби, сумевшее быстро преобразоваться в партизанскую армию.
Особым эпизодом стал 27 мая 1977 года Мятеж «фракционеров», поднятый в Луанде ортодоксальными коммунистами-Nitistas. Во главе мятежа стояли бывший министр внутренней администрации Ниту Алвиш, политкомиссары ФАПЛА Жозе Ван Дунен, Луиш душ Пасуш, лидер молодёжи МПЛА Сита Валлиш, другие радикалы. Выступление было жёстко подавлено правительственными войсками и DISA при решающей поддержки кубинского контингента. (Также была ликвидирована маоистская Коммунистическая организация Анголы) В ходе последующих репрессий погибли десятки тысяч человек.

### 1980-е
Власти Анголы зафиксировали с января по июнь 1980 года 529 случаев нарушения ангольской границы вооружёнными силами ЮАР.
В августе 1981 года моторизованные колонны ЮАР численностью до 5 тыс. человек при поддержке тяжёлой артиллерии, самолётов и вертолётов вторглись в ангольскую провинцию Кунене, продвинувшись в отдельных участках на 150—200 км. В ходе данной операции, получившей наименование «Протея», был уничтожен 831 военнослужащий ФАПЛА (Вооружённых сил Анголы) и партизан СВАПО. Кроме того, в ходе боестолкновений погибли 9 советских военнослужащих и 4 гражданских специалиста, а один военнослужащий, прапорщик Николай Пестрецов, был захвачен в плен. В конце лета 1982 года сюда были дополнительно переброшены 4 мотопехотные бригады, 50 самолётов и 30 вертолётов. В этот период была предпринята попытка захватить населённые пункты Кувелай и Летала.
Через год, в конце 1982 года, ангольское и южноафриканское правительства начали переговоры о прекращении огня, но 31 января 1983 года части армии ЮАР проникли в провинцию Бенгела и взорвали гидроэлектростанцию. 2-14 августа 1983 состоялась битва за Кангамбу, в которой обе стороны объявили себя победителями. Несмотря на то, что бои за этот населённый пункт не имели стратегического значения, они послужили поводом для эскалации конфликта: 11 августа в Анголу прибыли передовые части элитной кубинской воздушно-десантной бригады, СССР нарастил объёмы военной помощи, а УНИТА и ЮАР начали подготовку к операции «Аскари». Только 16 февраля 1984 года стороны подписали соглашение о прекращении огня в Лусаке. Но война с УНИТА продолжилась.
Летом — осенью 1987 года провалилось очередное крупномасштабное наступление ФАПЛА, целью которого было окончательно покончить с партизанами УНИТА. В ходе этого наступления было уничтожено около 3000 боевиков УНИТА. В ноябре 1987 года войска УНИТА напали на правительственный гарнизон в Квито-Кванавале. На помощь правительственным войскам пришли кубинские части, и тогда в сражение вмешалась армия ЮАР. Несмотря на поддержку тяжёлой бронетехники и авиации ЮАР, почти все атаки на ангольские войска заканчивались поражением для УНИТА и южноафриканцев. В попытках деблокировать увязшие силы под Квито-Кванавале ЮАР попыталась открыть второй фронт в районе Чипы, однако, который также закончился полным разгромом для южноафриканцев. Бои продолжались до 5 августа 1988 года, когда в Женеве было заключено соглашение с южноафриканским правительством о прекращении огня. Выбить правительственные войска южноафриканцы и УНИТА так и не смогли. 13 декабря 1988 года в Браззавиле (Республика Конго) представители Анголы, Кубы и ЮАР подписали соглашение о выводе кубинских войск из Анголы.
Однако Савимби не признал решений мирного соглашения и продолжил войну.
Отдельным направлением военного противостояние являлось противоборство спецслужб МПЛА и УНИТА. Правительственную сторону после DISA представляли Министерства госбезопасности (MINSE, министры Кунди Пайхама, Дину Матрос) и Служба информации (SINFO); сторону вооружённой оппозиции — Национальной бригады государственной обороны (BRINDE, начальник — Самуэл Мартинью Эпаланга). Обычно MINSE и SINFO выявляло резидентуры BRINDE на своей территории, но организовать агентурное проникновение на контролируемые УНИТА территории не удавалось. Разведывательно-диверсионные операции на территории противника совершали обе стороны.

## Завершающий период войны

### 1990-е

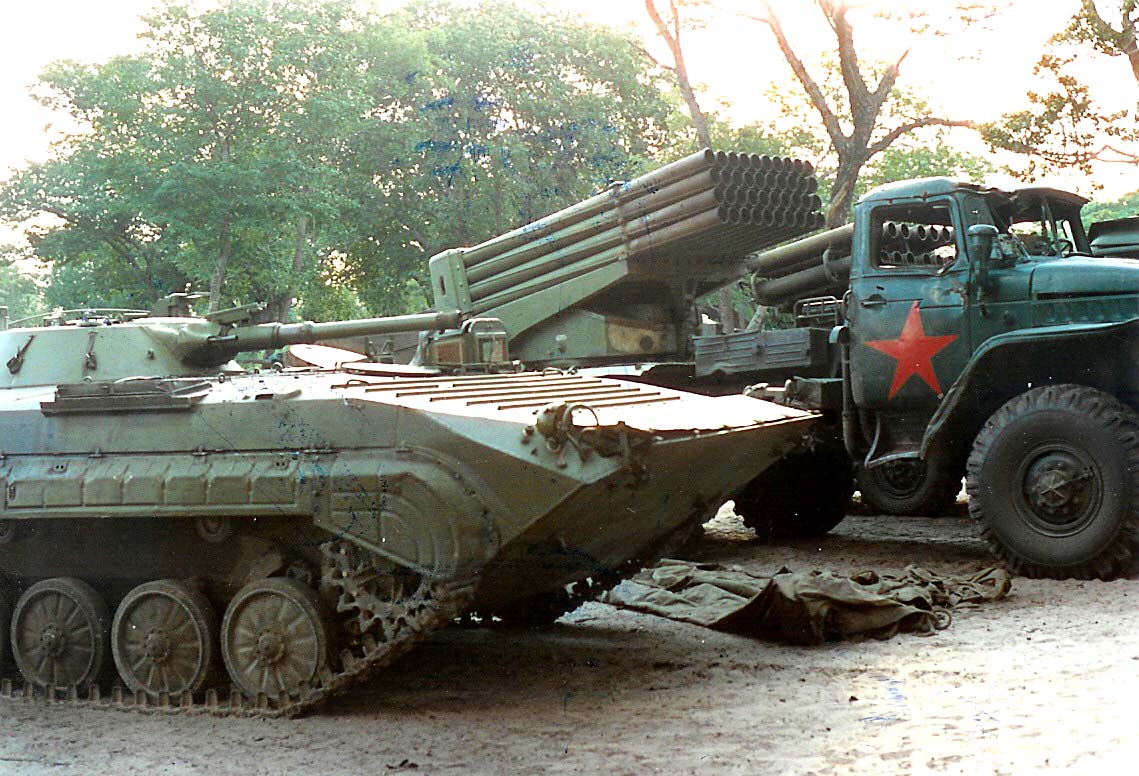
Советская военная техника в Анголе: БМП-1 и БМ-21 «Град» (шасси Урал-375Д)

31 июня 1991 года заключены Лиссабонские мирные соглашения между МПЛА и УНИТА о проведении свободных выборов. Выборы состоялись осенью 1992 года, было объявлено о победе МПЛА. Савимби отказался признать своё поражение и потребовал повторного голосования. В результате организованной МПЛА резни Хэллоуин погибли десятки тысяч человек, в основном члены УНИТА, а также ФНЛА. После этого боевые действия возобновились с новой силой.
Наиболее сильные бои происходили в провинции Уамбо. В результате войны 55 дней войска УНИТА нанесли поражение правительственным войскам и в марте 1993 года вновь захватили город Уамбо. Это стало последней крупной победой УНИТА.
Напряжённые бои продолжались до середины 1994 года, когда в Лусаке было заключено новое мирное соглашение, вскоре сорванное обеими сторонами.
Массированное наступление правительственных войск развернулось в 1998—1999 гг. К началу 2000 года правительственными войсками были взяты основные оплоты УНИТА, включая города Баилундо (политическая столица оппозиции) и Джамба (основная военная база).

### 2000-е
22 февраля 2002 года Савимби погиб в перестрелке с правительственными войсками неподалёку от городка Лукуссе, в восточной провинции Мошико. Его преемник Антониу Дембу объявил о продолжении вооружённой борьбы, однако вскоре скончался от ранений, полученных в том же бою, в котором погиб Савимби. Руководство УНИТА перешло к Паулу Лукамбе, который был сторонником компромисса с правительством.
Предварительные переговоры начались в городе Касамба (провинция Мошико) 15 марта 2002 года. Правительственную сторону представлял генерал Жералду Сашипенгу Нунда (бывший национальный политкомиссар вооружённых сил УНИТА), повстанческую — начальник штаба УНИТА генерал Жералду Абреу Муэнгу Укуатшитембу, известный как Камортейру. Обсуждались прежде всего практические вопросы прекращения огня и разъединения сторон. 18 марта руководитель дипломатической службы УНИТА Исайаш Самакува обратился к общественности и церкви с призывом помочь в заключении мира.
20 марта переговоры продолжились в Луэне. К ним подключились генерал Армандо да Круз Нето с правительственной стороны и генерал Самуэл Шивале со стороны УНИТА. Ожидалось участие Лукамбы Гату, но тот воздержался от непосредственного прибытия, сославшись на загруженность работой. Соглашение по военным вопросам было подписано 30 марта.
4 апреля 2002 в Луэне был подписан и подтверждён в Луанде Меморандум о взаимопонимании — соглашение о прекращении гражданской войны и политическом урегулировании между правительством МПЛА и движением УНИТА. Документ подписали генералы Армандо да Круз Нето и Жералду Абреу Муэнгу Укуатшитембу.
Меморандумом подтверждались принципы Лусакского протокола. УНИТА легализовалась как политическая партия под общедемократическими лозунгами. Военизированные формирования УНИТА частично демобилизовывались, частично включались в состав правительственных вооружённых сил. В 2003 году председателем УНИТА стал Исайаш Самакува. На этот раз мирные договорённости были соблюдены, поскольку в УНИТА взяла верх группа, ориентированная на компромисс и легализацию.
Одним из условий мира группировка УНИТА предъявила требование о перезахоронении из мавзолея забальзамированного тела Агостиньо Нету. Окончание боевых действий в Анголе совпадает с прекращением Второй конголезской войны, ранее которой силы ДРК и Анголы взаимно поддерживали друг друга, в противовес альянсу прежних властей Заира и УНИТА (ранее поддерживаемых также США и ЮАР).
Одним из тяжких последствий войны, осложняющих мирное развитие Анголы, представляют противопехотные мины, бесконтрольно применявшиеся всеми сторонами конфликта.
Всего с 1975 по 1991 год в Анголе побывали 10 985 советских военных.

## Диверсии ЮАР
В 1980-х годах у берегов Анголы было взорвано более 15 гражданских судов, принадлежащих различным странам и компаниям. Также было совершено несколько диверсий в прибрежной полосе: подрывы мостов, нефтехранилищ, навигационных сооружений. Считается, что все эти диверсии совершили боевые пловцы 4-го разведывательно-диверсионного (морского) полка коммандос ЮАР.
30 июля 1984 года двумя минами было взорвано транспортное судно из ГДР «Арендзее». На борту, кроме гуманитарного груза, находилось 10 тонн оксида урана, добытого геологами совместного советско-немецкого предприятия «Висмут» в Намибии. Из-за опасения заражения акватории порта Луанда, судно было затоплено на глубине 500 метров в Атлантическом океане.
В ночь с 5 на 6 июня 1986 года в порту ангольского города Намибе диверсантами были подорваны три гражданских судна: советские сухогрузы «Капитан Чирков», «Капитан Вислобоков» и кубинский транспорт «Гавана», доставившие более 25 тысяч тонн оружия, боеприпасов и продовольствия для предстоящего широкомасштабного наступления ангольской армии, СВАПО и АНК (операция «Альфа Центавра»). «Гавана» затонула, а советские суда остались на плаву, взрыва боеприпасов не произошло, никто из членов команд судов не пострадал. Диверсанты в ту же ночь также обстреляли из гранатомётов топливную базу в городе и взорвали мины под пятью опорами ЛЭП, обесточив город.

## В культуре

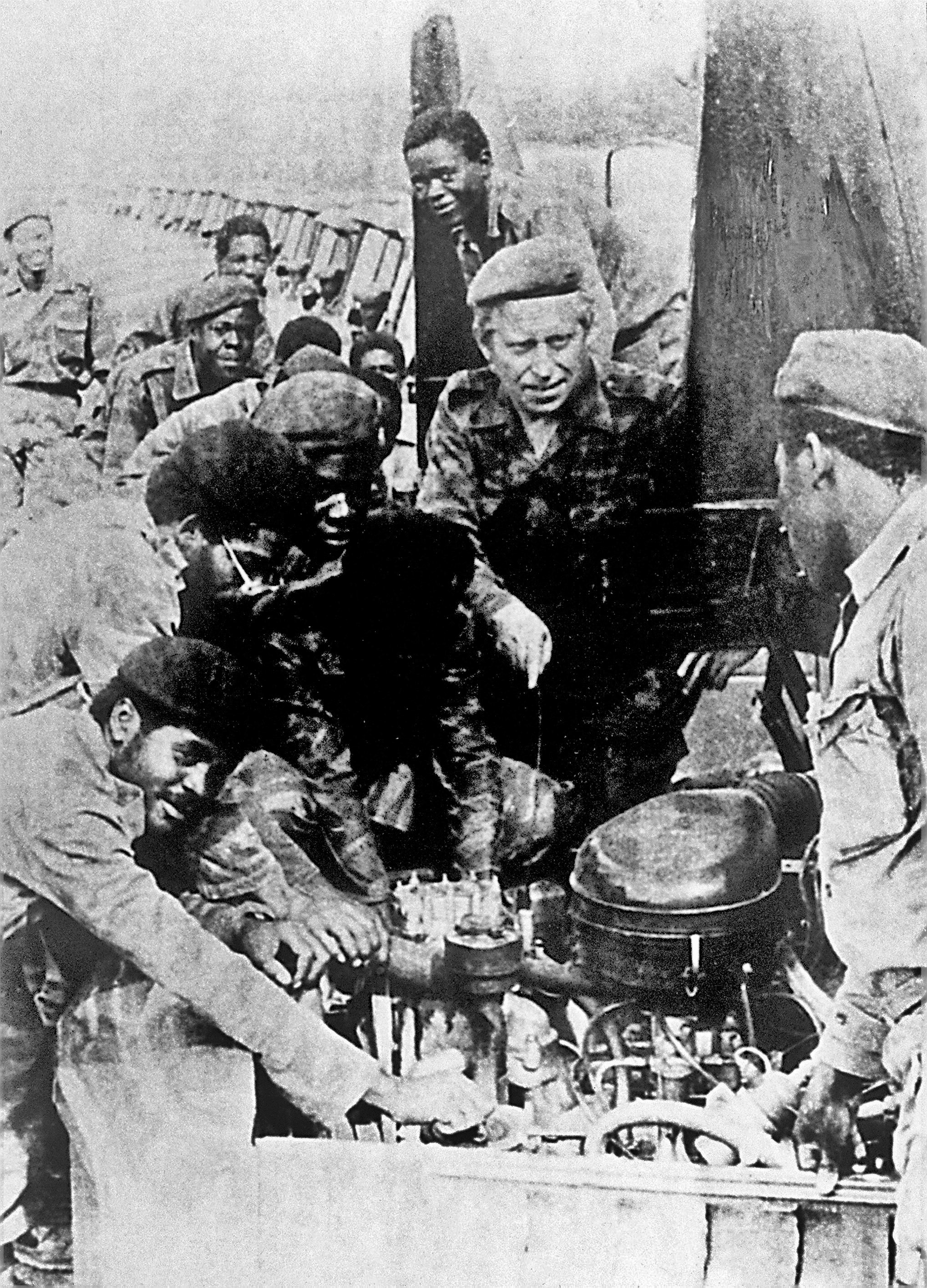
Советские и кубинские военные советники в Анголе, 1983 г.

- В фильме «Наверное, боги сошли с ума 2» (1980) действуют темнокожий боец группировки УНИТА и кубинский солдат, участвующие в ангольском конфликте.
- В фильме «ТАСС уполномочен заявить…» (1984) и одноимённом романе (1979) действие происходит в вымышленной стране Нагонии, прототипом которой была Ангола[43][44].
- Война косвенно показана в американском фильме «Красный скорпион» (1988), где главный герой, советский спецназовец, отправляется в Африку для убийства лидера сопротивления, который противостоит странам социалистического лагеря: СССР, Кубе и Чехословакии.
- Битва за Кангамбу показана в кубинском художественном фильме «Kангамба[исп.]» (2008), режиссёра Рохелио Париса.
- Эпизод гражданской войны присутствует в компьютерной игре Call of Duty: Black Ops II: в одной из миссий игрок участвует в битве между войсками УНИТА под предводительством Жонаса Савимби и МПЛА в провинции Кунене.
- В серии романов российского писателя Михаила Дорина «Авиатор. Назад в СССР» о летчике-истребителе Сергее Родине. Действие одной из книг происходит в Анголе в 1982 году. Главный герой прибыл в страну для обучения ангольских лётчиков, но оказывается втянут в воздушное противостояние с ВВС ЮАР.
- В книге российского писателя А. Бушкова «Чёрное солнце» описывается противостояние просоветского правительства Анголы и кубинских добровольцев, а также советских советников агрессии расистского режима ЮАР и местным сепаратистам. Главный герой — боевой пловец Кирилл Мазур — участвует в операции по предотвращению взрыва южноафриканцами атомной бомбы, которые хотели возложить ответственность за взрыв на ангольцев. В конце он участвует в отражении вторжения армии ЮАР в Анголу. Книга завершается разгромом южно-африканского авангарда экстренно переброшенной из СССР дивизией ВДВ: этот эпизод основан на легенде, бытовавшей среди советских военных специалистов в Анголе и других военнослужащих Советской армии.
- В романе нигерийца Калу Окпи «Босс терпит фиаско» (1982, рус.1989) упоминаются попытки Претории сделать лидером Анголы Савимби.
- В романе известного южноафриканского писателя Андре Бринка «Слухи о дожде» (1978, рус. 1981) сын главного героя возвращается из Анголы с синдромом «потерянного поколения», разочаровавшись в идеологии апартеида.
- Военный конфликт в Анголе и участие в нём советских военнослужащих (офицеров СпецНаза ГРУ ГШ ВС СССР) упоминается в первых эпизодах российского телесериала «Возвращение Турецкого» (2007).
- В комедии «Батя» (2021) отец главного героя Максима учит малолетнего сына читать по слогам по советским газетам с описанием войны в Анголе.
- Жоржи Амаду приводит в мемуарной книге «Каботажное плаванье» следующий диалог о ситуации в Анголе на 1979 год:

Ну а кубинцы? — спрашивал меня в Лиссабоне писатель Фернандо Намора. — К ним относятся с симпатией?
 — Да не сказал бы.
 — Так называемых освободителей не любят, — с глубокой убежденностью говорит Намора. — От освободителя до завоевателя — один шаг, один шаг солдатских сапог.

- Гражданская война, а именно участие советских специалистов в конфликте, нашла свое отражение в стихотворении белоруса С. Ерошова, который проходил службу в Анголе в 1986—1988 годах в качестве военного переводчика. Произведение записано его коллегой И. Ждаркиным в 1988 году[45].

Добры дзень, радзімая, добры дзень, каханая!
Зноў паштоўку шлю табе, можа як дайдзе…
Толькі не хвалюйся там — нават не паранен я,
Мы ўсе тут вучымся на чужой бядзе!
Ой-ёй-ёй, ой, Божа ж мой!
Ой-ёй-ёй, што ж тэта са мной?
А ў Анголе ўсё не так… у марах Беларусь мая!
Веру, што ўсё скончыцца, я звярнусь дамоў.
Моцна абдыму цябе, пацалую горача…
I пасля на чарачку запрашу сяброў
Ой-ёй-ёй, ой, Божа ж мой!
Ой-ёй-ёй, што ж тэта са мной?
Вось і ўсё, каханая, выбачай, што коратка.
Чую вой — заходзяць зноў з поўдня «Міражы»…
Дасылаю нітачку з абгарэлай вопраткі,
Калі што і здарыцца — маме не кажы!
Ой-ёй-ёй, ой, Божа ж мой!
Ой-ёй-ёй, што ж тэта са мной?